# Stanley Mburu
Stanley Waithaka Mburu (9 aprile 2000) è un mezzofondista keniota, medaglia d'argento nei 10000 metri piani ai Mondiali di Oregon 2022.

## Palmarès
| Anno | Manifestazione | Sede    | Evento        | Risultato | Prestazione | Note                                     |
| ---- | -------------- | ------- | ------------- | --------- | ----------- | ---------------------------------------- |
| 2017 | Mondiali U18   | Nairobi | 3000 m piani  | Bronzo    | 7'50"64     | Miglior prestazione personale            |
| 2018 | Mondiali U20   | Tampere | 5000 m piani  | Argento   | 13'20"57    |                                          |
| 2022 | Mondiali       | Eugene  | 10000 m piani | Argento   | 27'27"90    | Miglior prestazione personale stagionale |

## Altre competizioni internazionali
2018
- Bronzo allo Shanghai Golden Grand Prix ( Shanghai), 5000 m piani - 13'10"14

2019
- 7º al Weltklasse Zürich ( Zurigo), 5000 m piani - 13'06"29
- 8º allo Shanghai Golden Grand Prix ( Shanghai), 5000 m piani - 13'08"97

2022
- 14º al Memorial Van Damme ( Bruxelles), 5000 m piani - 13'24"43
- 4º all'Agnes Tirop Cross Country Classic ( Eldoret) - 30'17"
- 4º al Cross Internacional de Itálica ( Siviglia) - 29'00"

2023
- Bronzo al Memorial Van Damme ( Bruxelles), 10000 m piani - 27'30"36

2024
- 7º al Prefontaine Classic ( Eugene), 10000 m piani - 27'07"37
- 15º ai Bislett Games ( Oslo), 5000 m piani - 13'18"67

2025
- 7º al Prefontaine Classic ( Eugene), 10000 m piani - 26'56"36
- 12º alla CrossCup de Hannut ( Hannut) - 28'25"